# Spoorlijn 269
Spoorlijn 269 is een Belgische industrielijn in Seneffe. De lijn loopt van de aftakking Feluy aan spoorlijn 117 naar Feluy Zoning en is 3,2 km lang. Aldaar zijn er aansluitingen van de raffinaderijen.

## Aansluitingen
In de volgende plaatsen is of was er een aansluiting op de volgende spoorlijnen:
Y Feluy
Spoorlijn 117 tussen 's-Gravenbrakel en Luttre
Feluy Zoning
Spoorlijn 269A tussen Feluy Zoning en raccordement BP
Spoorlijn 269B tussen Feluy Zoning en fasceau B